# Mírový kongres

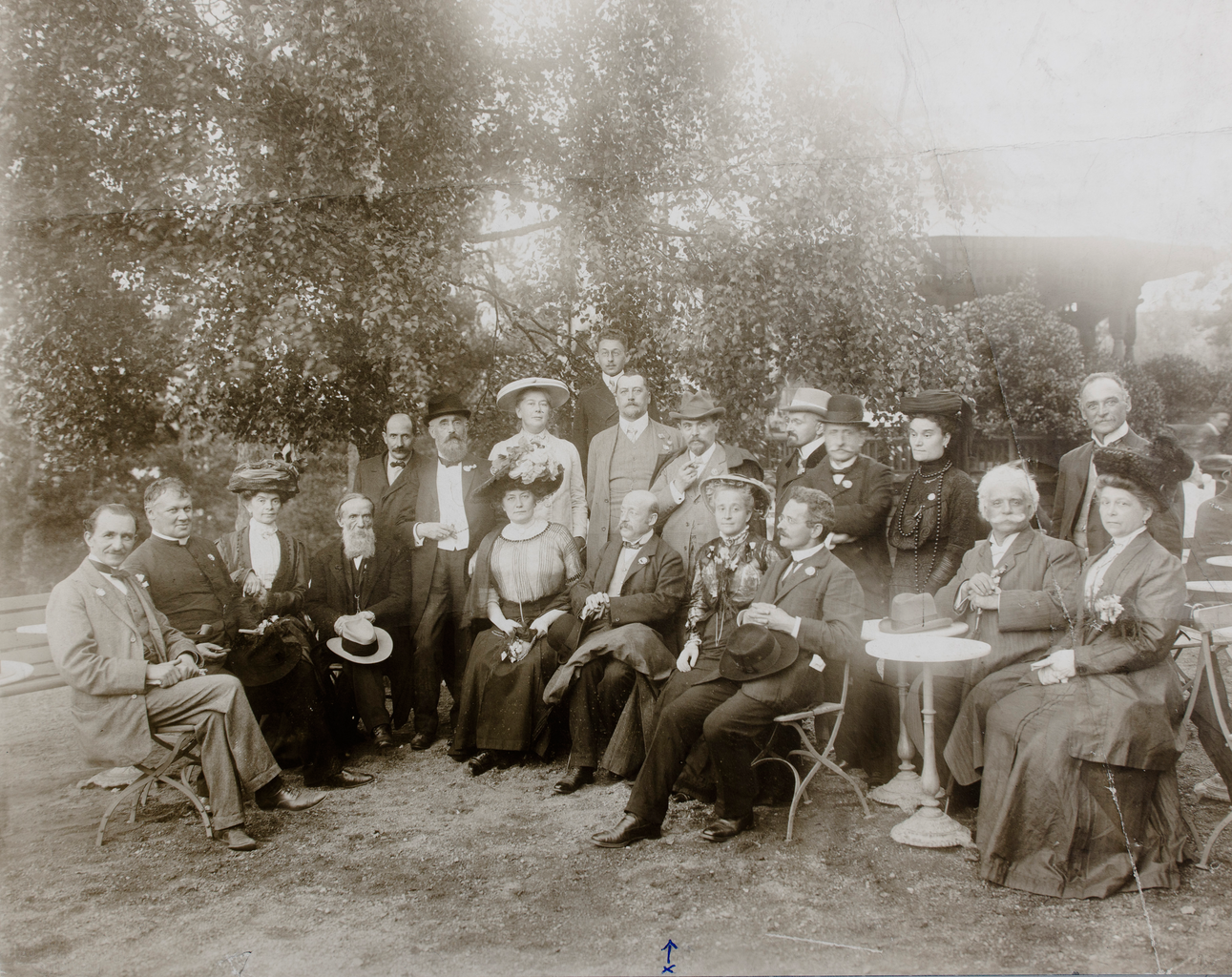
Mírový kongres ve Stockholmu v roce 1910.

Mírový kongres je v mezinárodních vztazích označení pro ambiciozní forum pro hledání a nalezení řešení sporů v mezinárodních vztazích a cest k uchování míru. Tato idea byla hodně popularizována v 19. století a předcházela mezinárodní organizace, které vznikly s podobnými cíli v 20. století. Odlišuje se od mírové konference, obvykle definované jako setkání k dohodnutí konkrétní mírové smlouvy.

## Historie
Vznik idey setkání zástupců různých národů k dohodnutí míru a vyřešení sporů se datuje do roku 1623, kdy francouzský mnich Émeric Crucé napsal knihu Nový Kineas, kde ukázal možnosti a prostředky pro vytvoření všeobecného míru a svobody smýšlení pro celý svět a adresoval ji tehdejším monarchům a vládcům. Navrhoval, aby některé město, nejlépe Benátky, bylo vybráno jako místo, kde všichni vládci budou mít velvyslance a vznikne tam univerzální unie pro všechny národy. Navrhoval, aby byla věnována velká pozornost uspořádání, s nejvyšším místem pro papeže.
Dva roky od této publikace v roce 1625 napsal Hugo Grotius v latině dílo O právu války a míru, kde naléhal na zmírnění některých barbarských válek.
William Penn měl plán na založení Evropského sněmu jako parlamentu států. Následovali ho jiní spisovatelé z různých národů.
Koncept mírové komunity národů zdůraznil i v roce 1795 Immanuel Kant v díle K věčnému míru, kde načrtl ideu ligy národů, která bude kontrolovat konflikty a propagovat mír mezi státy.